# Тропа хиппи

Схема дорог тропы хиппи

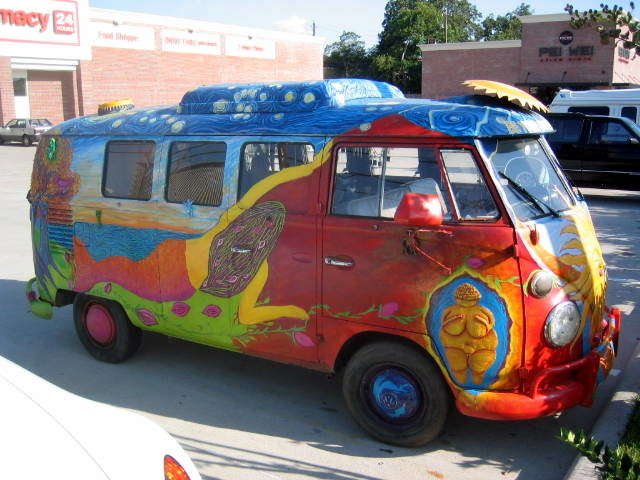
Автобус VW Kombi 1967 года, разукрашенный в стиле хиппи

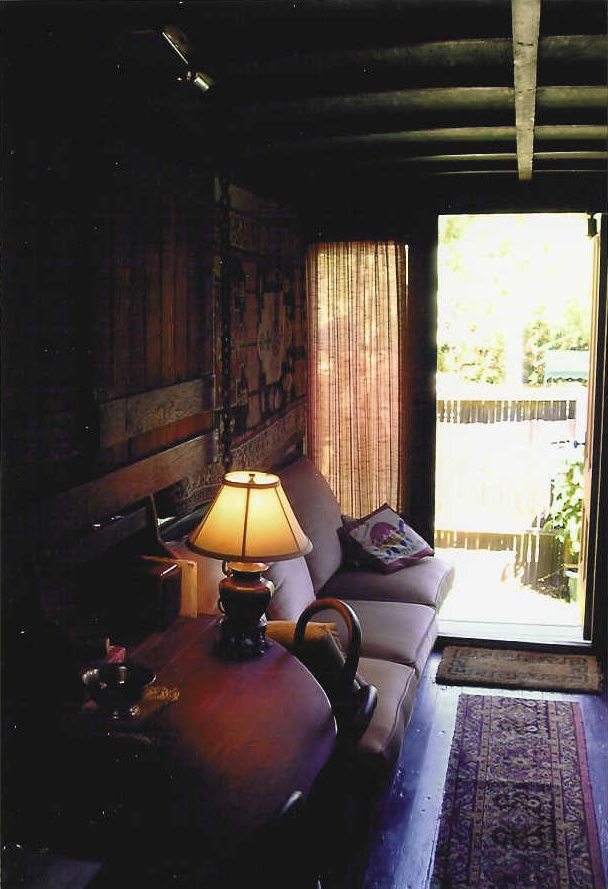
Интерьер машины хиппи, 1968

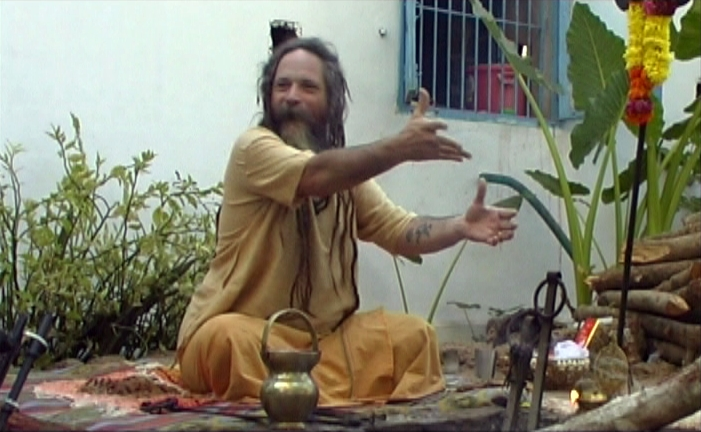
Музыкант Goa Gil в фильме 2001 года Последняя стоянка хиппи (Last Hippie Standing)

Тропа хиппи (англ. hippie trail, также англ. 'the overland) — название сети наземных дорог для путешествий представителей субкультуры хиппи и подражающих стилю хиппи в период с середины 1960-х годов до конца 1970-х между Европой и Южной Азией, целью путешествий были в первую очередь Пакистан, Индия и Непал. Тропа хиппи представляла собой альтернативный туризм, при котором путешествия проводилось на минимальном бюджете, проводя длительное время в поездке вдали от дома. Тропу хиппи противопоставляли престижным путешествиям типа Kangaroo Route. Позднее, уже после прекращения наземных поездок по тропе хиппи сохранился стиль свободных путешествий и инфраструктура недорогих стоянок и курортов, привлекающих массовых туристов со всего мира. Возникали также целые поселения и колонии хиппи, в которых задерживались на длительное время или пытались жить постоянно.
На каждой стоянке вдоль тропы хиппи появились отели, рестораны, кафе или целые микрорайоны и курорты, обслуживающие исключительно западных туристов, и объединённые в сети. В отличие от традиционных туристов, хиппи стремились больше контактировать с местным населением и в меньшей степени уделяли внимание традиционным туристским аттракционам.

## Дороги
Хиппи стартовали обычно из западно-европейских городов — Лондон, Копенгаген, Западный Берлин, Париж, Амстердам или Милан. Путешественники из США летели в Люксембург на самолётах Icelandic Airlines. Сначала ехали в Стамбул, где пути разветвлялись. Северная трасса шла через Тегеран, Герат, Кандагар, Кабул, Пешавар и Лахор в Индию, Непал и Южную Азию. Другая трасса шла через Турцию в Сирию, Иорданию, Ирак в южный Иран и Пакистан. Трассы опять сходились на единственном наземном переходе из Индии в Пакистан (см. Граница Индии и Пакистана) в Ганда-Сингх-Вала (позднее Вагах). Далее путь шёл в Дели, Варанаси (Бенарес), Гоа, Катманду или Бангкок — обычные цели путешествий. В Катманду сохранился район Jhochhen Tole, который получил название Freak Street, куда стекались тысячи хиппи. В Южной Индии трасса проходила до пляжа Ковалам (Тривандрум, штат Керала) и через пролив в Шри-Ланка, иногда путешественники направлялись и дальше, вплоть до Австралии.

### Города
Путь из Лондона в Непал длиной в 12,200 километров проходил через 14 стран и 33 города.

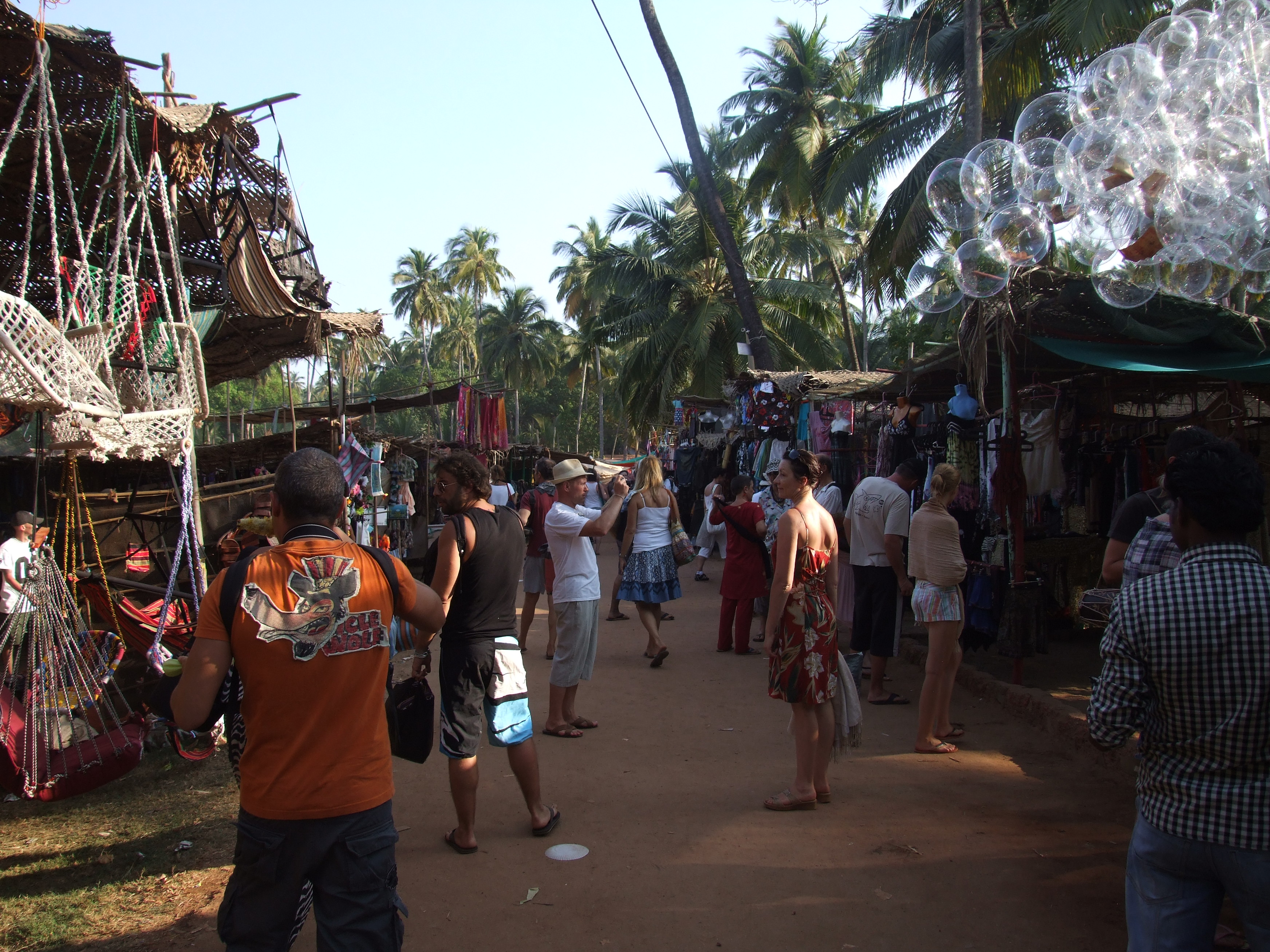
Рынок хиппи в Анджуна, Гоа, 2011

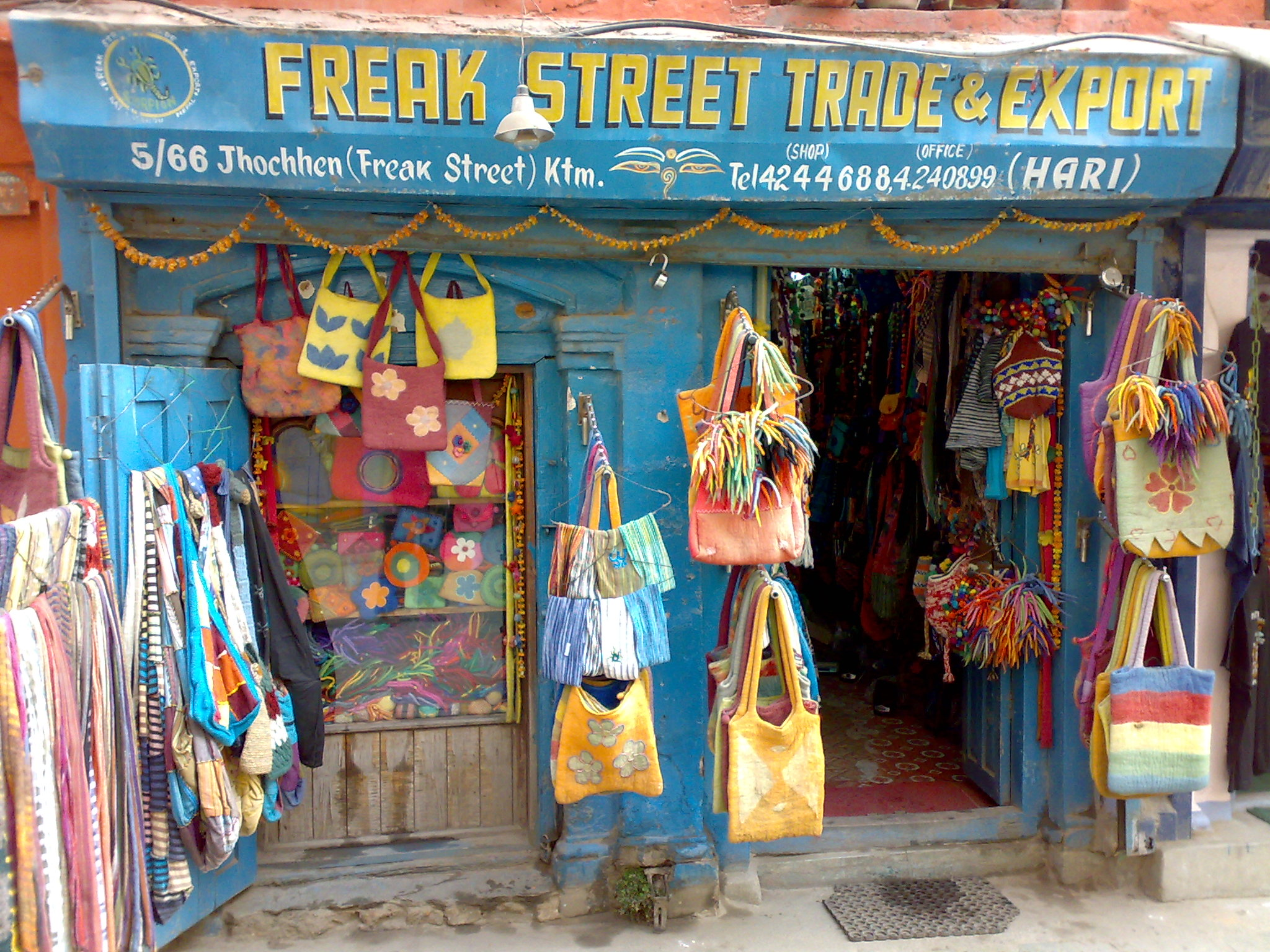
Freak Street, Непал, 2009

- Лондон
- Брюссель
- Люксембург
- Франкфурт
- Нюрнберг
- Мюнхен
- Зальцбург
- Вена
- Будапешт
- Сегед
- Белград
- София
- Стамбул
- Анкара
- Сивас
- Эрзурум
- Агры
- Табриз
- Тегеран
- Йезд
- Бам
- Пишин
- Гвадар
- Карачи
- Суккур
- Мултан
- Лудхиана
- Музаффарнагар
- Бхимдатта
- Лумбини
- Катманду

## Способы путешествия
С целью минимизировать расходы, путешествия велись автостопом или на дешёвых местных автобусах вдоль трассы. Привлекались также местные поезда, в частности через Восточную Европу и Турцию, паром через озеро Ван и поезда на Тегеран или Мешхед. Группы собирались из Западной Европы, Северной Америки, Австралии и Японии. В придорожных гостиницах и хостелах обменивались опытом и планами путешествий, договаривались о местах встреч. Имелись также традиционные места сбора путешествующих, такие как Yener’s Café или Pudding Shop в Стамбуле, Chicken Street в Кабуле или Amir Kabir в Тегеране. Путешествовали как правило с рюкзаками (Бэкпэкинг), большинство путешествующих были молодого возраста, иногда ехали на собственных машинах всю трассу.
Путешествие совершалось легко, без особых приготовлений и резерваций и детального планирования. Иногда группы собирались в автобусах или грузовичках или дорожных караванах, украшенных в стиле хиппи и символизирующих бродячее существование.
«Дома на колёсах» иногда оборудовались лежанками, туалетами и плиткой для приготовления пищи.

## Прекращение путешествий по тропе и новые движения
В конце семидесятых в некогда гостеприимных странах произошли значительные политические изменения. В 1979 году произошла Исламская революция в Иране, а потом Афганская война (1979—1989), в результате чего наземные путешествия для европейцев стали практически невозможны. Война Судного дня привела к ужесточению визового режима в таких странах как Сирия, Ирак и Ливан. Гражданская война в Ливане разразилась в 1975 году, Читрал и Кашмир стали опасными для путешествий по причине напряжённости. Фирмы Sundowners и Topdeck проложили трассу через Белуджистан. Topdeck продолжал поддерживать путешествия в период Ирано-иракской войны вплоть до 1998 года.
С 2000-х годов организация наземных путешествий стала немного легче, однако напряжённость в Ираке, Афганистане и ряде районов Пакистана создавала дополнительные трудности и риски. В сентябре 2007 года фирма Ozbus объявила на некоторое время об организации путешествий из Лондона в Сидней по тропе хиппи. Коммерческие путешествия сейчас предлагаются через Тибет и Непал, но избегая Ирак, Афганистан и Пакистан по древнему Великому шёлковому пути.

## В популярной культуре
- Индийский фильм Брат и сестра, который создал Дев Ананд, создан под впечатлением поселения хиппи в Катманду. Прашант (Дев Ананд) и его сестра Джасбир (Зинат Аман) живут в Канаде и имеют очень хорошие отношения. Однако из-за ссоры с родителями сестра убегает из дома и поселяется в коммуне хиппи в Катманду. Брат пытается вызволить сестру. Фильм приобрёл большую популярность[9].
- Песня The Hippie Trail группы Nepal Death.
- Упоминается в песне Down Under группы Men at Work: «Travelling in a fried-out Kombi, on a hippie trail, head full of zombie».
- Сериал «Змей», основанный на реальной истории серии убийств и преступлений, жертвами которых становились путешественники, избравшие данный маршрут.